# Решетняк, Филипп Нестерович
Филипп Нестерович Решетняк (1902, Артёмовка, область Войска Донского — не ранее 1960) — советский государственный деятель, председатель Сталинского (1940—1944), Волынского (1944—1949) и Ворошиловградского облисполкомов (1950—1960).

## Биография
Родился в 1902 году в с. Артёмовка (ныне — Амвросиевский район, Донецкая область) в крестьянской семье. Получил начальное образование. С 1918 по 1920 год был батраком в селе Артёмовка. В 1920—1923 годах — забойщик шахты № 9 Снежнянского района Донбасса.
В 1923—1926 годах служил рядовым 285-го стрелкового полка РККА. В 1926—1928 годах — председатель кооператива села Артёмовка, в 1928—1931 годах — председатель Артёмовского сельского совета Амвросиевского района Донбасса. В 1931—1932 годах — заведующий отделом коммунального хозяйства исполнительного комитета Амвросиевского районного совета.
Член ВКП(б) С 1931 года.
С 1932 по 1933 год — председатель Иловайского поселкового Совета Донецкой области. С 1933 по 1936 год — заместитель заведующего отделом исполнительного комитета Макеевского городского Совета. С 1936 по 1937 год — заместитель председателя исполнительного комитета Макеевского городского Совета.
- 1937—1938 гг. — председатель исполнительного комитета Макеевского городского Совета,
- 1938—1939 гг. — секретарь исполнительного комитета Сталинского областного Совета,
- 1939—1940 гг. — заместитель председателя исполнительного комитета Сталинского областного Совета,
- 1940—1941 гг. — и. о. председателя,
- 1941—1944 гг. — председатель исполнительного комитета Сталинского областного Совета[1],
- 1944—1949 гг. — председатель исполнительного комитета Волынского областного Совета[1],
- 1950—1960 гг. — председатель исполнительного комитета Ворошиловградского областного Совета[1].

Депутат Верховного Совета СССР 2 и 3-го созывов.
Кандидат в члены ЦК КП(б)—КП Украины (1952—1960). Депутат Верховного Совета УССР 2-5-го созывов. Делегат XIX съезда КПУ (1956).

## Награды и звания
- два ордена Ленина (23.01.1948, 26.02.1958)
- орден Отечественной войны 1-й степени
- медаль «За трудовую доблесть» (25.12.1959)
- другие медали